# Nomocharis oxypetala
Nomocharis oxypetala là một loài thực vật có hoa trong họ Liliaceae. Loài này được (D.Don) E.H.Wilson miêu tả khoa học đầu tiên năm 1925.